# 霍纳尔·布莱克曼
霍纳尔·布莱克曼（英語：Honor Blackman，1925年8月22日—2020年4月5日），英國女演員。
她於1940年代末期開始登上舞臺。代表作有《復仇者》（1962–1964）、《鐵金剛大戰金手指》（1964）、《沙拉克》（1968）、《杰逊王子战群妖》（1963）等。她因在《鐵金剛大戰金手指》中扮演邦德女郎普茜·葛羅（又譯普西·可魯娃）而知名。
2020年4月5日，她在英格蘭雷威斯的自宅中因自然原因死亡，享年94歲。

## 外部連結
- 霍纳尔·布莱克曼在互联网电影资料库（IMDb）上的資料（英文）
- 霍纳尔·布莱克曼的Discogs页面（英文）
- Honor Blackman profile （页面存档备份，存于）, bris.ac.uk; accessed 22 August 2015.
- Honor Blackman's appearance on This Is Your Life （页面存档备份，存于）